# The Great Adventure (álbum de The Neal Morse Band)
The Great Adventure é o terceiro álbum de estúdio do supergrupo de rock progressivo estadunidense The Neal Morse Band, lançado em 25 de janeiro de 2019 pela Metal Blade Records e Radiant Records .
Conceitual, o álbum é uma sequência de The Similitude of a Dream de 2016 e ambos são vagamente baseados em The Pilgrim's Progress de John Bunyan, além de terem capas semelhantes. Este álbum acompanha a família do protagonista em sua jornada para a Cidade Celestial para se juntar a ele. É dividido em cinco capítulos, cada um variando de 13 a 31 minutos de duração e envolvendo de duas a seis canções, algumas delas evocando melodias anteriores ou prenunciando outras futuras.
O primeiro e terceiro singles do álbum, "Welcome to the World" e "I Got to Run", estrearam no site da revista Prog em 8 de dezembro de 2018 e 24 de janeiro de 2019, respectivamente. O segundo single, "Vanity Fair", foi lançado com um lyric video em 18 de janeiro de 2019. Os vídeos da faixa-título e de "Welcome to the World 2" foram lançados em 18 de dezembro de 2018 e 11 de janeiro de 2019, respectivamente.
O álbum foi lançado como um pacote de dois CDs, uma edição especial com um DVD bônus com vídeos dos bastidores e uma versão em vinil triplo.

## Contexto e produção
Bem, é mais como uma visão diferente do The Similitude of a Dream. É a jornada do filho abandonado que foi deixado para trás no TSOAD. Depois que o cara que é deixado para trás tem uma visão, ele tenta convencer sua esposa a se juntar a ele, mas ela não quer. Então ele empreende a jornada por conta própria. É baseado no livro The Pilgrim's Progress que conta a história dela. Em termos de letras, não funcionava para nós contar a história da perspectiva dela, então eu pensei, 'Por que não cantar da perspectiva do filho mais velho que estava bravo por ter sido deixado na cidade da destruição?'

Neal Morse ao ser perguntado se The Great Adventure era uma continuação de The Similitude of a Dream.

Neal não queria criar uma sequência de The Similitude of a Dream no início, e a banda tampouco. Os membros também foram contra a criação de outro álbum duplo. O quinteto se reuniu em agosto de 2017 e depois em janeiro de 2018 para tocar algumas músicas. Mais tarde, em 2018, enquanto Neal excursionava para seu álbum solo Life and Times, ele revisitou as gravações e usou o Pro Tools para trabalhar nas músicas, criando uma versão de 2,5 horas do álbum original, que foi bem recebida pela banda.
Neal diz que há "três ou até quatro" versões do álbum gravadas como demos e que o álbum levou um total de 18 meses para ser feito. A versão final do trabalho foi concluído em agosto de 2018, quando uma versão de 2,5 horas foi encurtada para pouco menos de duas horas. Muitas músicas e partes tiveram que ser cortadas, com Morse comentando que "todos perderam algo que amavam neste álbum. E todos ganharam." A banda mal conseguiu finalizar o trabalho a tempo para um lançamento em janeiro de 2019. Algumas canções, como a faixa de encerramento "A Love That Never Dies" e "Vanity Fair", foram escritas muito antes das sessões.
O título do álbum foi sugerido pelo baterista e vocalista Mike Portnoy, baseado no último verso de The Similitude of a Dream, que diz "Let the great adventure now begin" ("que comece agora a grande aventura").

## Faixas

### Act I (Disco 1)
| Chapter 1 (Capítulo 1) |                                             |         |  |
| N.º                    | Título                                      | Duração |  |
| 1.                     | "Overture" (Abertura)                       | 10:06   |  |
| 2.                     | "The Dream Isn't Over" (O Sonho Não Acabou) | 2:40    |  |
| Duração total:         | Duração total:                              | 12:46   |  |

| Chapter 2 (Capítulo 2) |                                               |         |  |
| N.º                    | Título                                        | Duração |  |
| 3.                     | "Welcome to the World" (Bem-Vindo ao Mundo)   | 5:30    |  |
| 4.                     | "A Momentary Change" (Uma Mudança Momentânea) | 3:42    |  |
| 5.                     | "Dark Melody" (Melodia Escura)                | 3:29    |  |
| 6.                     | "I Got to Run" (Eu Tenho que Correr)          | 6:05    |  |
| 7.                     | "To the River" (Para o Rio)                   | 5:02    |  |
| Duração total:         | Duração total:                                | 23:48   |  |

| Chapter 3 (Capítulo 3) |                                            |         |  |
| N.º                    | Título                                     | Duração |  |
| 8.                     | "The Great Adventure" (A Grande Aventura)  | 6:06    |  |
| 9.                     | "Venture in Black" (Ventura em Negro)      | 5:16    |  |
| 10.                    | "Hey Ho Let's Go" (Ei, Ô, Vamos Lá)        | 3:22    |  |
| 11.                    | "Beyond the Borders" (Além das Fronteiras) | 3:08    |  |
| Duração total:         | Duração total:                             | 17:52   |  |

### Act II (Disco 2)
| Chapter 4 (Capítulo 4) |                                                 |         |  |
| N.º                    | Título                                          | Duração |  |
| 1.                     | "Overture 2" (Abertura 2)                       | 3:46    |  |
| 2.                     | "Long Ago" (Há Muito Tempo)                     | 3:45    |  |
| 3.                     | "The Dream Continues" (O Sonho Continua)        | 1:20    |  |
| 4.                     | "Fighting with Destiny" (Lutando com o Destino) | 5:23    |  |
| 5.                     | "Vanity Fair" (Feira das Vaidades)              | 4:00    |  |
| Duração total:         | Duração total:                                  | 18:15   |  |

| Chapter 5 (Capítulo 5) |                                                    |         |  |
| N.º                    | Título                                             | Duração |  |
| 6.                     | "Welcome to the World 2" (Bem-Vindo ao Mundo 2)    | 4:01    |  |
| 7.                     | "The Element of Fear" (O Elemento do Medo)         | 2:34    |  |
| 8.                     | "Child of Wonder" (Filho da Maravilha)             | 2:28    |  |
| 9.                     | "The Great Despair" (O Grande Desespero)           | 6:18    |  |
| 10.                    | "Freedom Calling" (A Liberdade Chama)              | 7:31    |  |
| 11.                    | "A Love That Never Dies" (Um Amor que Nunca Morre) | 8:05    |  |
| Duração total:         | Duração total:                                     | 30:57   |  |

## Recepção

### Recepção da crítica
| Críticas profissionais | Críticas profissionais |
| Avaliações da crítica  | Avaliações da crítica  |
| Fonte                  | Avaliação              |
| ---------------------- | ---------------------- |
| Jesus Wired            | 96%                    |
| Sea of Tranquility     | [ 3 ]                  |
| Progarchy              | favorável              |
| Sonic Perspectives     | 9.3/10                 |

Escrevendo para o Jesus Wired, David C. Coleman disse que "os membros da banda se complementam musicalmente em um grau extraordinário, criando um todo muito maior do que as partes individuais" e ponderou que "no geral, The Great Adventure não é tão impactante quanto o definidor de carreiras The Similitude of a Dream, mas ainda é um feito notável e conclusão adequada para o conto de The Pilgrim's Progress .
No Sea of Tranquility, Pete Pardo disse que o álbum é "talvez ainda mais progressivo e certamente mais pesado" do que The Similitude of a Dream. Ele elogiou as performances de todos os membros e terminou sua crítica dizendo: "embora seja sem dúvida um pouco cedo ainda para fazer qualquer afirmação [sobre o álbum ser melhor do que seu antecessor], The Great Adventure facilmente chega bem perto."
Rick Krueger, do Progarchy, disse que o álbum "tem continuidade suficiente com Similitude para parecer uma sequência genuína, mas também suficiente frescor musical e lírico para se sustentar em seus próprios méritos" e o chamou de "estelar".
Scott Medina do Sonic Perspectives disse que "sonoramente, a banda nunca soou melhor. A produção é impecável" e que "o coletivo conhecido como The Neal Morse Band assume a formidável tarefa de se equiparar a seu trabalho mais celebrado, The Similitude of a Dream, provando que eles continuam a crescer e a elevar a qualidade de sua produção musical."
O PopMatters classificou-o como o oitavo melhor lançamento de rock/metal progressivo de 2019.

### Recepção comercial

#### Paradas
| Parada (2019)                                 | Maior colocação |
| --------------------------------------------- | --------------- |
| Áustria (Ö3 Austria Top 40)                   | 39              |
| Bélgica (Ultratop Flandres)                   | 181             |
| Países Baixos (Dutch Charts)                  | 36              |
| Alemanha (Offizielle Deutsche Charts)         | 9               |
| Suíça (Schweizer Hitparade)                   | 14              |
| Estados Unidos (Billboard Independent Albums) | 12              |

## Créditos
The Neal Morse Band
- Neal Morse - vocais, teclados, guitarras
- Eric Gillette - guitarras, vocais
- Mike Portnoy - bateria, vocais
- Randy George - baixo
- Bill Hubauer - órgão, piano, sintetizadores, vocais

Músicos adicionais
- Amy Pippin, Debbie Bresee, April Zachary, Julie Harrison - vocais de apoio em "A Love That Never Dies"
- Chris Carmichael - cordas

Pessoal técnico
- Rich Mouser - mixagem[1]
- Jerry Guidroz - engenheiro de bateria[5]